# ناحية علاء مرودشت
ناحية علاء مرودشت (بالفارسية: بخش علامرودشت)، هي إحدى بلديات مقاطعة لامرد التابعة لمحافظة فارس في جنوب إيران، وتعد مدينة علامرودشت مركز هذه البلدة، وتتبع هذه البلدة عدد من القرى الفرعية. وقد بلغ عدد سكان بلدة علاء مرودشت حسب تعداد سنة 2006 حوالي 14,915 نسمة.